# سعيد بن جابر الكلاعي
أبو عثمان سعيد بن جابر بن موسى الكلاعي الأندلسي فقيه مالكي، وأحد رواة الحديث النبوي.
سمِع بإشبيلية من محمد بن جنادة، وبقرطبة من عبيد الله بن يحيى، وطاهر بن عبد العزيز. رحل إلى المشرق، فلقي أحمد بن شعيب السبئي كتب عنه كثيرًا من مصنفاته، وكتب عن أبي بكر بن الْإمام، وعلي بن سعيد الرازي، وأبي يعقوب المنجنيقي، وأبي بشر الدولابي، وإبراهيم بن موسى بن جميل، وعلي بن سليمان الأخفش النحوي، ويموت بن المروع، وغيرهم. سمع منه خالد بن سعد بإشبيلية.
قال إسماعيل، قال خالد بن سعد: «ذكرت في كتابي مناقب الناس ومحاسنهم إلا رجلين محمد بن وليد القرطبي، وسعيد بن جابر الإشبيلي، فإني صرحت عليهما بالكذب، وكانا كذابين، ولم يكن سعيد بن جَابِر إن شاء الله كما قال خالد، قد رأيت أصول أسمعته، ووقع إلي كثير منها فرأيتها نزل عَلَى تحري الرواية، وورع فِي السماعه، وصدق». وحدّث العباس بن أصبغ قال: «سمعتُ مُحَمَّد بْن قاسم يثني على سعيد بن جابر، ويقول: كان صاحبنا عند النسائي ووصفه بالصدق، قال لي عبّاس، ومحمّد بن قاسم: بعثني عَلَى الرحلة إلى سعيد بن جابر لما كنت أسمع من ثنائه عليه».
وقد سمع من سعيد بن جابر ولي العهد المستنصر بالله، ومحمد بن إِسحاق بن السليم، وعبد الرحمن بن أحمد بن بقي، ومحمد بن عمر بن عبد العزيز، وعبد الواحد من أهل قرطبة.

## وفاته
توفي سعيد بن جابر سنة 325 هـ.